# Casa-fàbrica Solà-Grau
La casa-fàbrica Solà-Grau era un conjunt d'edificis situats al carrer de la Séquia, 11 i de Sant Pere Més Baix, 92, del que només es conserva el segon. Com que no està catalogat, li correspon la categoria D (bé d'interès documental), atorgada per defecte a tots els edificis del districte de Ciutat Vella.

## Història i descripció
En el seu testament del 1714, el tintorer de draps Josep Quer va instituir com a hereva la seva muller Maria, substituïda per Madrona Ribas, vídua del també tintorer Jacint Cantarell, i en cas que aquesta morís sense fills, la Comunitat de Preveres de l'església parroquial de Sant Pere de les Puel·les, a fi que els procuradors d'herències posessin les seves propietats en encant públic. A Madrona la va succeir Margarida Ribas, casada amb el tintorer de draps Maurici Vidal, a qui nomenà hereu universal. El 1765, després de la mort de la seva dona, aquest va obtenir de la Comunitat de Preveres la cessió i la venda de les propietats de Josep Quer.
El 1770, després de la mort de Maurici Vidal, la seva filla Josepa, casada amb el paraire Josep Busquets, i el tintorer de draps Maurici Solà i Ribas van fer la partició de l'herència, quedant-se Josepa amb una de les cases de les Basses de Sant Pere (on hi havia un obrador de tint), i Maurici amb l'altra (que incloia una porxada al segon pis), a més d'una altra casa a la plaça de Sant Pere. El 1772, Solà va obtenir de la Batllia Reial la concessió del permís per a posar una palanca sobre el Rec Comtal davant de la casa de Josepa Vidal, i el 1790, va demanar permís per a tancar amb portes les tres palanques que hi tenia. El 1795, va adquirir en emfiteusi als germans Josep i Maria Pascual una finca al carrer de Sant Pere Més Baix, i tot seguit, la fer reedificar amb planta baixa, entresol i quatre pisos, segons el projecte del  mestre de cases Jaume Flaquer.
El 1804, va demanar permís per a remuntar dos pisos i posar balcons al carrer de la Séquia, segons el projecte del mateix Flaquer, i el 1806, el seu fill i hereu Felip Solà i Busquets va demanar permís per a reformar la façana de la casa de la porxada, també a càrrec de Flaquer. El 1825, les basses que servien els molins de Sant Pere foren desmantellades i el seu solar convertit en plaça. L'any següent, Felip Solà va adquirir cinc plomes d'aigua de la mina de Montcada i va demanar permís per a construir-hi una claveguera, i el 1838, va fer obrir una porta al carrer de la Séquia, segons el projecte del mestre d'obres Antoni Valls i Galí.
El 1846, Solà va establir la propietat en emfiteusi al tintorer Pere Grau i Barnola, que el 1854 va obtenir un privilegi reial per una màquina per a «estirar, secar y lustrar» seda i cotó i l'any següent es va presentar a l'Exposició Universal de París amb sedes de colors. Casat amb Francesca Barnola, fou succeït pel seu fill Francesc Grau i Barnola, que va traslladar la indústria al passeig de Sant Joan, i el 1878 va legalitzar una bomba d'aigua moguda per un motor de gas de 2 CV.
Afectat pel PERI del 1985, l'edifici del carrer de la Séquia fou enderrocat, juntament amb altres de la mateixa illa, per a la construcció d'un bloc d'habitatges de l'INCASOL, obra de l'arquitecte Rafael Cáceres (1989).
El 2013, durant la reforma de l'edifici del carrer de Sant Pere Més Baix per la cooperativa Prohabitat 2000, s'hi va efectuar una intervenció arqueològica, que va trobar la fogaina i la carbonera d'una màquina de vapor al soterrani.

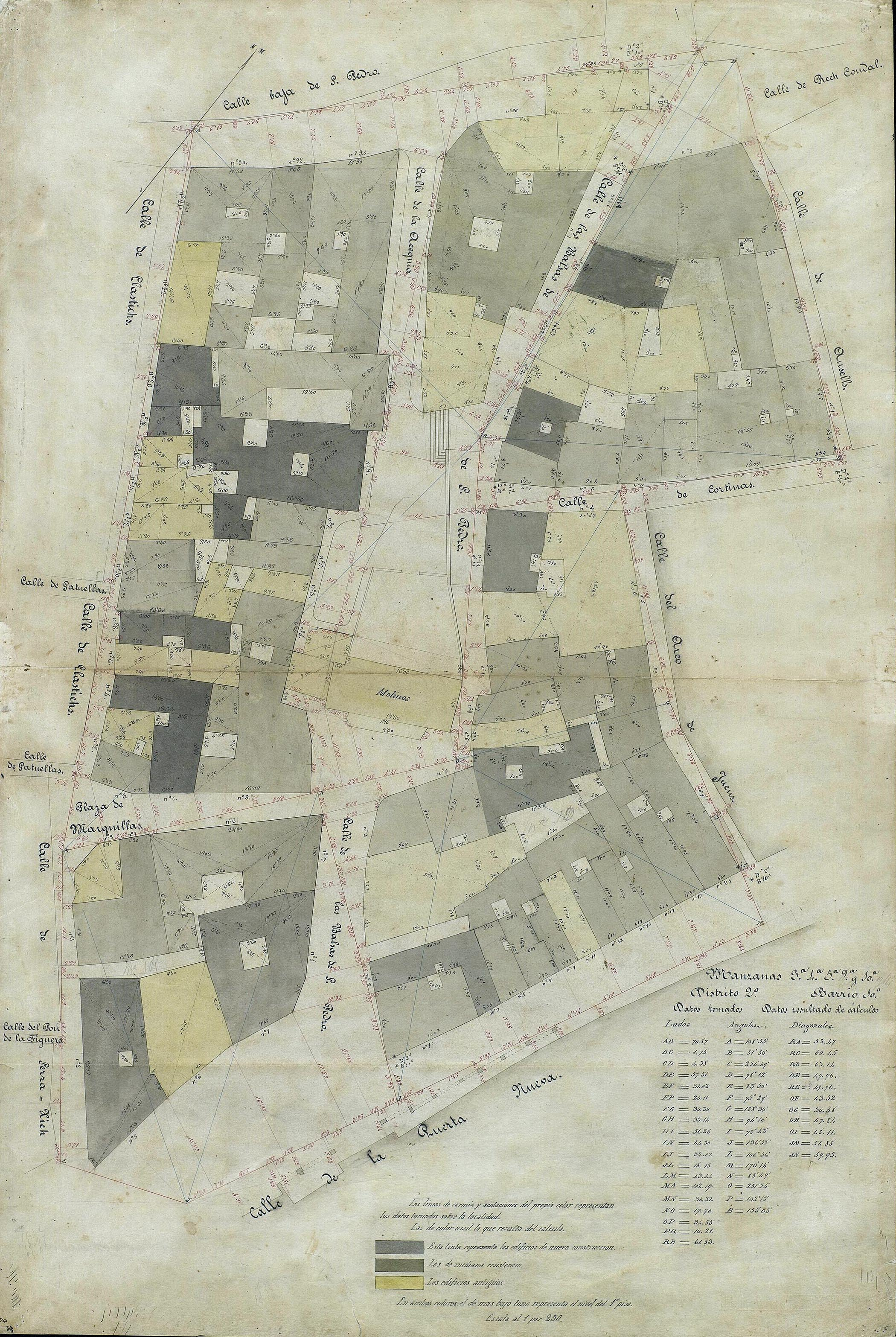
Quarteró núm. 37 de Garriga i Roca (c. 1860)